# Vadim Tasojev
Vadim Tasojev (Vadim Tasojty) (* 13. ledna 1975, Ordžonikidze) je bývalý ruský zápasník–volnostylař osetské národnosti, který od roku 1998 reprezentoval Ukrajinu.

## Sportovní kariéra
Připravoval se ve Vladikavkazu pod vedením Artura Bazajeva. V ruské reprezentaci se do užšího výběru neprosazoval, proto přijal v roce 1997 nabídku reprezentovat Ukrajinu, kde jako trenér působil jeho krajan (Oset) Ruslan Savochlov. V roce 2000 se kvalifikoval na olympijské hry v Sydney ve své váze do 96 kg, kde nepostoupil z náročné základní skupiny přes ruského Dagestánce Sagida Murtazalijeva. V roce 2003 vybojoval olympijskou kvalifikaci na mistrovství světa v New Yorku, ale na olympijských hrách v Athénách v roce 2004 opět nepostoupil ze základní skupiny přes ruského reprezentanta a krajan Chadžimurata Gacalova. Od roku 2005 startoval ve vyšší váze do 120 kg. V roce 2008 dostal v ukrajinské nominaci na olympijské hry v Pekingu přednost Ivan Iščenko. Sportovní kariéru ukončil v roce 2012. Věnuje se trenérské práci.

## Výsledky
| Turnaj             | Rusko | Rusko | Rusko | Rusko | Ukrajina | Ukrajina | Ukrajina | Ukrajina | Ukrajina | Ukrajina | Ukrajina | Ukrajina | Ukrajina | Ukrajina | Ukrajina | Ukrajina | Ukrajina |
| Turnaj             | 1994  | 1995  | 1996  | 1997  | 1998     | 1999     | 2000     | 2001     | 2002     | 2003     | 2004     | 2005     | 2006     | 2007     | 2008     | 2009     | 2010     |
| Turnaj             | 19    | 20    | 21    | 22    | 23       | 24       | 25       | 26       | 27       | 28       | 29       | 30       | 31       | 32       | 33       | 34       | 35       |
| Turnaj             | -100  | -100  | -100  | -97   | -97      | -97      | -97      | -97      | -96      | -96      | -96      | -120     | -120     | -120     | -120     | -120     | -120     |
| ------------------ | ----- | ----- | ----- | ----- | -------- | -------- | -------- | -------- | -------- | -------- | -------- | -------- | -------- | -------- | -------- | -------- | -------- |
| Olympijské hry     |       |       | —     |       |          |          | úč.      |          |          |          | úč.      |          |          |          | —        |          |          |
| Mistrovství světa  | —     | —     |       | —     | 4.       | úč.      |          | 3.       | 3.       | 8.       |          | úč.      | —        | 3.       |          | —        | úč.      |
| Mistrovství Evropy | —     | —     | —     | —     | 4.       | 2.       | 3.       | 6.       | 4.       | 3.       | 2.       | 2.       | —        | —        | 5.       | —        | —        |
| MS nadějí          |       | 1.    |       |       |          |          |          |          |          |          |          |          |          |          |          |          |          |
| ME nadějí          | 1.    |       |       |       |          |          |          |          |          |          |          |          |          |          |          |          |          |